# Psallidiini
Psallidiini es una tribu de insectos coleópteros curculiónidos pertenecientes a la subfamilia Entiminae.

## Géneros
- Psallidium
- Sphingorrhinotus